# Île Kangourou
Pour les articles homonymes, voir Kangourou (homonymie).
L'île Kangourou (en anglais : Kangaroo Island) est une île australienne située dans la Grande Baie australienne, au sud de l'Australie-Méridionale. C'est la troisième plus grande île d'Australie après la Tasmanie et l'île Melville.

## Géographie
Elle est située à 13 km au sud-ouest des environs de Cape Jervis, à l'extrémité de la péninsule Fleurieu, et à 100 km au sud-sud-ouest d'Adélaïde, à l'entrée du golfe Saint-Vincent.
L'île s'étend sur une longueur de 143 km pour une largeur variant de 6 à 53 km. Elle a une superficie de 4 405 km2 et possède 509 km de littoral. Son point culminant, à 307 m, est Prospect Hill (anciennement Mount Thisby).

### Climat
Les hivers, entre juin et septembre, sont doux et humides, les étés sont habituellement chauds et secs. La température moyenne en août (mois le plus froid) se situe entre 13 °C et 16 °C  et en février (mois le plus chaud) entre 20 °C et 25 °C. Entre mai et septembre, l'île reçoit les deux tiers de ses précipitations annuelles : 450 mm à Kingscote et 700 mm près du cap du Couedic. Le mois le plus humide est juillet.
- Température annuelle moyenne : de 11,6 à 19,1 °C.
- Température moyenne en janvier : de 14,9 à 23,6 °C.
- Température moyenne en juillet : de 8,4 à 14,6 °C.
- Jours au-dessus de 30 °C : 10,3.
- Jours au-dessus de 35 °C : 1,6.
- Jours en dessous de 2 °C : 0,3.
- Jours en dessous de 0 °C : aucun.
- Précipitations annuelles moyennes : 485,1 mm.
- Vitesse du vent : moyenne : de 14,7 à 17,7 km/h[2].

| Température maximale moyenne (°C) | 23,7 | 23,5 | 22,2 | 19,8 | 17,5 | 15,4 | 14,6 | 15   | 16,5 | 18,5 | 20,5 | 22,3 | 19,1  |
| Température minimale moyenne (°C) | 14,9 | 15,4 | 14,3 | 12,5 | 10,8 | 9,3  | 8,4  | 8,3  | 9,1  | 10,3 | 12,0 | 13,6 | 11,6  |
| Précipitations (mm)               | 14,7 | 17   | 18,4 | 35,1 | 58,7 | 72,7 | 77,7 | 65,2 | 47,4 | 37,1 | 23,0 | 19,2 | 483,8 |
| Nombre de jours de pluie moyen    | 2,0  | 1,9  | 2,7  | 5,1  | 8,3  | 10,7 | 12,4 | 11,3 | 8,6  | 6,4  | 3,9  | 3,2  | 76,5  |
| Nombre de jours de Soleil         | 7,7  | 8,2  | 6,8  | 4,8  | 3,8  | 3,4  | 3,9  | 4,1  | 4,3  | 4,6  | 4,6  | 6,0  | 62,1  |
| Source: Bureau of Meteorology     |      |      |      |      |      |      |      |      |      |      |      |      |       |

### Faune
Plus de la moitié de l'île n'a jamais été déboisée. Un tiers de l'île est classé dans un parc national et des zones protégées. Les principales sont :
- Parc national de Flinders Chase : phoques à fourrure, lions de mer, balbuzards, kangourous, wallabies, koalas, ornithorynques, échidnés, opossums, varans australiens et même parfois des dauphins.
- Parc de conservation de Seal Bay, où vivent en permanence 500 lions de mer
- Cape Gantheaume Wilderness Protection Area
- Cape Bouguer Wilderness Protection Area
- "Ravine des Casoars" Wilderness Protection Area

En raison de son isolement, les renards et les lapins sont absents de l'île. Le kangourou, le wallaby tammar (considéré comme animal nuisible pour sa prolifération et les dégâts causés sur l'habitat des échidnés), l'opossum Phalanger renard, l'échidné à nez court, le lion de mer australien et l'otarie à fourrure de Nouvelle-Zélande y vivent à l'état naturel ainsi que six variétés de chauves-souris et de grenouilles. On y a introduit et acclimaté le koala en 1923, le possum à queue en anneau et l'ornithorynque en 1928.

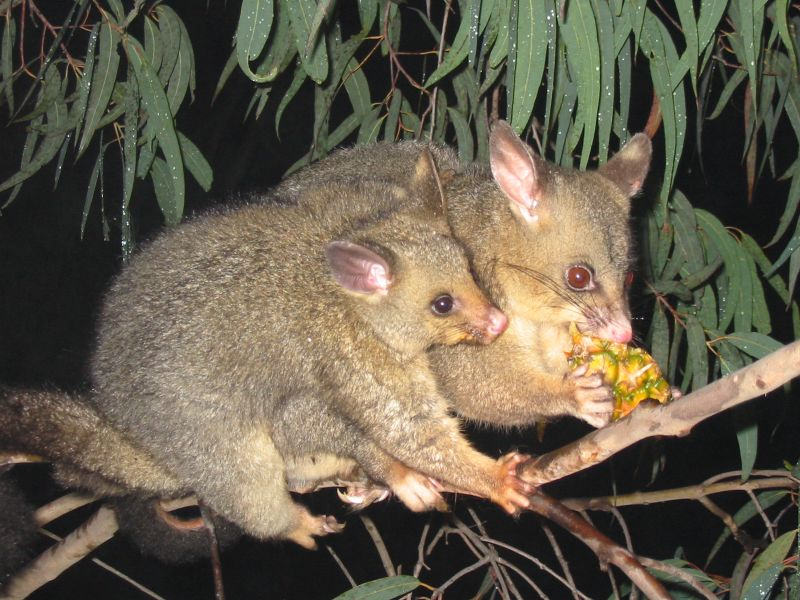
Possum phalanger-renard.

Kangaroo Island abritait un émeu indigène, l'émeu nain (Dromaius baudinianus), dont l'espèce s'est éteinte entre 1802 et 1836. Les feux de débroussaillage et la chasse sont les causes probables de cette disparition.
Les koalas se reproduisent de manière remarquable et commencent à manquer de place. Un certain nombre d'animaux devront probablement être transféré sur le continent dans l'avenir.
L'île Kangourou est le dernier refuge, en Australie méridionale, d'une espèce menacée : le cacatoès de Latham (Glossy Black Cockatoo).
Ceci a changé après le grand feu qui a eu lieu en 2000.

#### Restrictions
- Sur l'ensemble de l’île :
  - Il est interdit d’y apporter du miel et des équipements d’apiculture.
  - Les pommes de terre qui y sont apportées doivent être placées dans un nouvel emballage.
  - Les lapins n'y sont également pas autorisés.

- Dans les parcs nationaux :
  - À l'entrée de certains d'entre eux, les chaussures doivent être dépoussiérées pour prévenir la diffusion de champignons (mycètes).
  - Les feux de camp y sont aussi interdits.

## Histoire
L’île Kangourou a été séparée du continent australien par une montée du niveau de la mer il y a environ 10 000 ans. Des outils de pierre trouvés sur place laissent à penser que des Aborigènes occupaient le territoire il y a au moins 11000 ans; on suppose qu’ils ont disparu 200 ans av. J.-C. Il existe diverses théories sur la cause de leur disparition: maladie, guerre, changements climatiques ou exode.
En 1802, l’explorateur anglais Matthew Flinders nomma ce territoire l’île de « kanguroo », après avoir débarqué près de Kangaroo Head, sur la côte nord de la péninsule de Dudley.
Il y rencontra l'explorateur français Nicolas Baudin, qui l'avait quant à lui nommé « île Decrès » en hommage à Denis Decrès. Malgré l'état de guerre entre la France et l'Angleterre, leur rencontre fut amicale. Nicolas Baudin compléta la cartographie de l’île Kangourou, ce qui explique l'existence de certains toponymes en français comme le cap de Couedic ou la ravine des Casoars.
La plus grande ville de l’île Kangourou est Kingscote, établie à son origine à Reeves Point le 27 juillet 1836 ; elle fut la première colonie européenne d’Australie méridionale.
Début janvier 2020, un tiers de la superficie de l'île a déjà brûlé à la suite des incendies qui ravagent l'Australie depuis l'été 2019,.

## Démographie et économie
En 2006, la population de l'île s'élevait à 4 259 habitants dont 1 692 vivaient à Kingscote.
L'économie est centrée autour de productions agricoles comme le vin, le miel, les céréales, ainsi que le bétail et la laine. Le tourisme et la pêche jouent aussi un rôle important. Kingscote possède la dernière distillerie d'eucalyptus d'Australie. L'île est célèbre pour son miel produit par des abeilles liguriennes (Apis ligustica) introduites d'Italie en 1881.

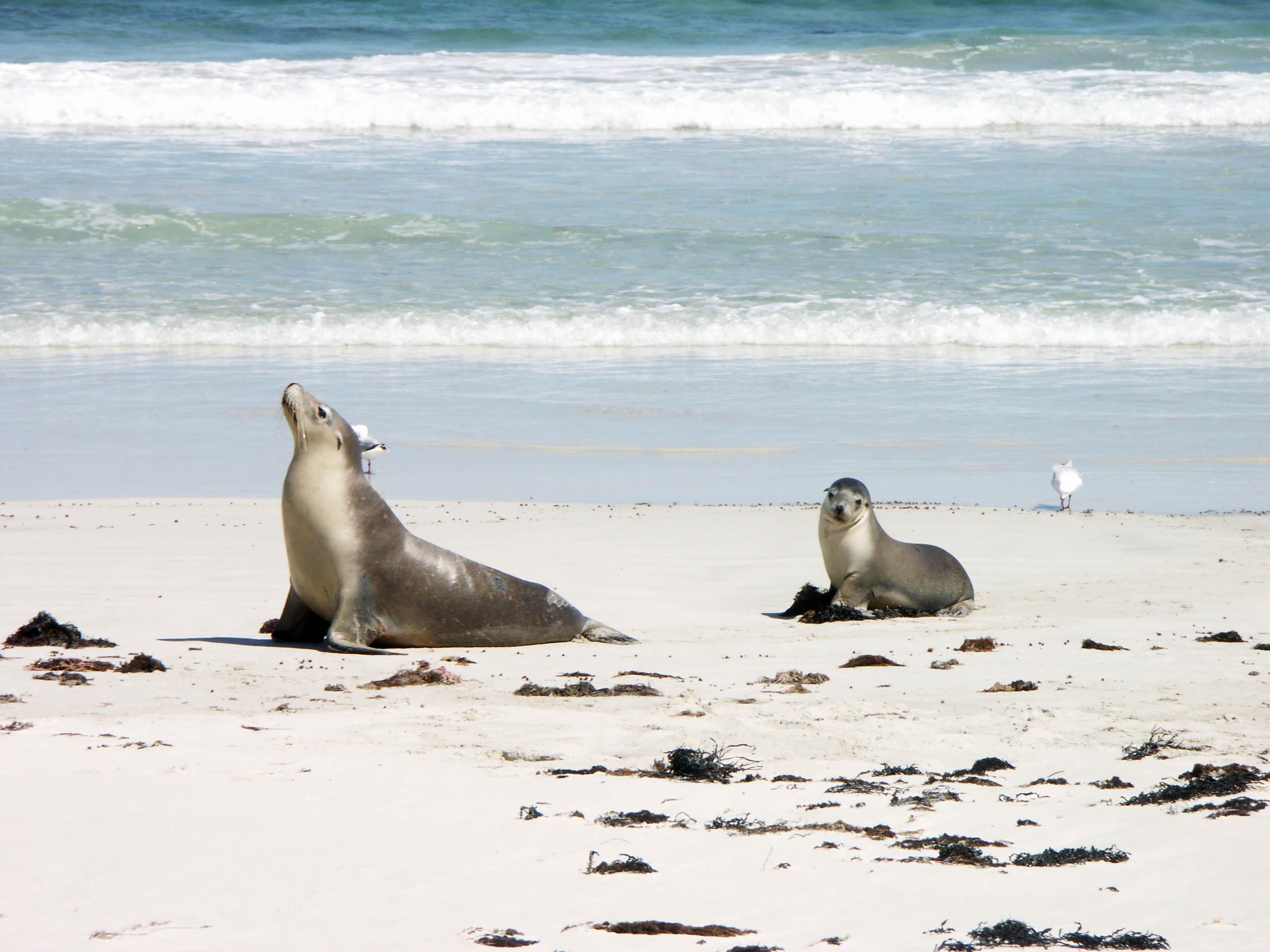
Lions de mer sur la plage de "Seal Bay"

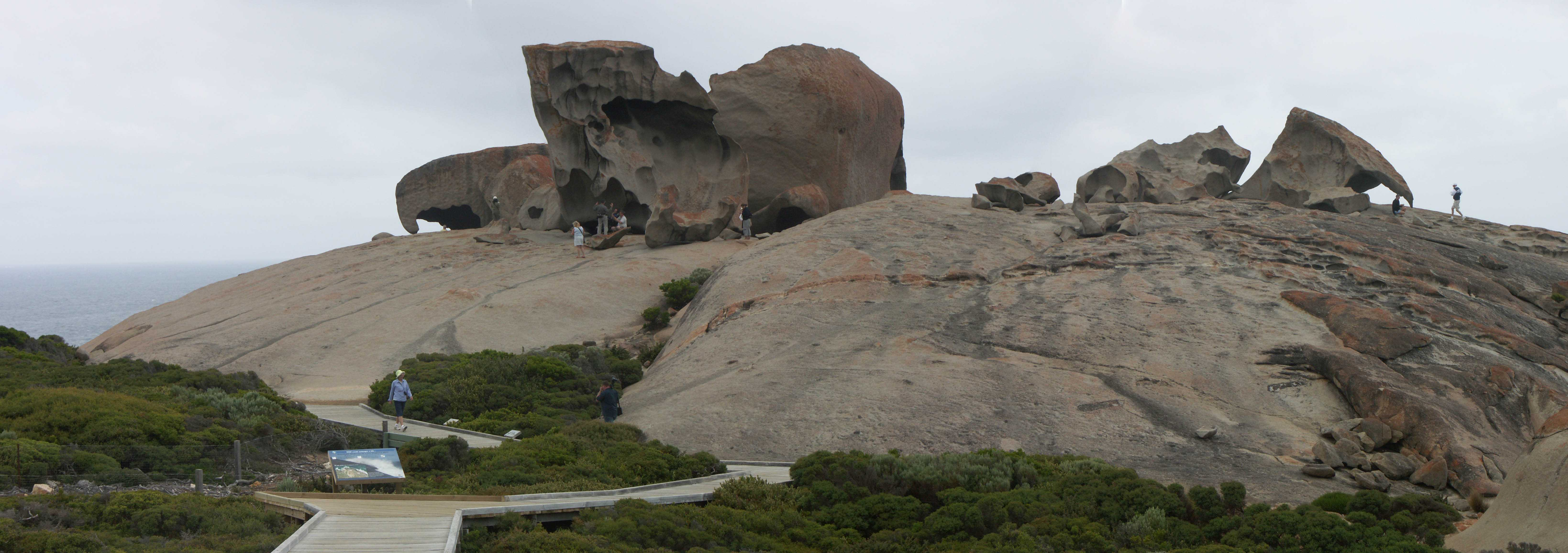
Remarkable Rocks